# Bibio flavipilosus
Bibio flavipilosus är en tvåvingeart som beskrevs av Yang och Guang Yu Luo 1988. Bibio flavipilosus ingår i släktet Bibio och familjen hårmyggor. Inga underarter finns listade i Catalogue of Life.